# Chi1 Orionis
Chi1 Orionis (χ1 Orionis, förkortat Chi1 Ori, χ1 Ori) som är stjärnans Bayer-beteckning, är en dubbelstjärna belägen i den norra delen av stjärnbilden Orion. Den har en skenbar magnitud på 4,39 och är synlig för blotta ögat där ljusföroreningar ej förekommer. Baserat på parallaxmätning inom Hipparcosuppdraget på ca 115,4 mas, beräknas den befinna sig på ett avstånd på ca 28 ljusår (ca 8,7 parsek) från solen. 

## Egenskaper
Primärstjärnan Chi1 Orionis A är en gul till vit stjärna i huvudserien av spektralklass G0 V. Den har en radie som är ungefär lika stor som solens och utsänder från dess fotosfär ca 10 procent mera energi än solen vid en effektiv temperatur av ca 6 000 K.
Chi1 Orionis A har en svag följeslagare med en massa som uppskattas till ca 15 procent av solens massa, en omloppsperiod på 14,1 år och en beräknad spektralklass av M6. Följeslagaren kretsar på ett genomsnittligt avstånd på 6,1 AE från primärstjärnan, men har en ganska hög excentricitet i omloppsbanan, från 3,3 AE till 8,9 AE. På grund av den röda följeslagaren är sannolikheten för beboeliga planeter låg.
Ett nödvändigt villkor för existensen av en planet vid denna stjärna är stabila zoner där objektet kan förbli i omlopp under långa tider. För hypotetiska planeter i ett cirkulärt omlopp kring de enskilda stjärnorna i konstellationen, beräknas denna ha en maximal omloppsradie på 1,01 AE för primärstjärnan och 0,41 AE för följeslagaren. (jordens bana är 1 AE från solen). En planet som cirkulerar utanför båda stjärnorna måste ha en bana med radie på minst 18,4 AE.